# Joël Epalle
Joël Dieudonné Epalle (Yaundé, Camerún; 20 de febrero de 1980) es un exfutbolista camerunés. Jugaba de mediocampista y su último equipo fue el Sarawak FA de Malasia.

## Selección nacional
Ha sido internacional con la selección de fútbol de Camerún, ha jugado 38 partidos internacionales y ha anotado 5 goles.

### Participaciones en Copas del Mundo
| Mundial                        | Sede                  | Resultado    |
| ------------------------------ | --------------------- | ------------ |
| Copa Mundial de Fútbol de 2002 | Corea del Sur y Japón | Primera fase |

## Clubes
| Club                | País       | Año       |
| ------------------- | ---------- | --------- |
| Union Douala        | Camerún    | 1997      |
| Ethnikos Piraeus FC | Grecia     | 1998-1999 |
| Panachaiki Patras   | Grecia     | 2000-2001 |
| Aris Salónica FC    | Grecia     | 2002-2003 |
| Panathinaikos FC    | Grecia     | 2003-2004 |
| Iraklis FC          | Grecia     | 2005-2006 |
| VfL Bochum          | Alemania   | 2007-2010 |
| FK Baku             | Azerbaiyán | 2010      |
| Iraklis FC          | Grecia     | 2011      |
| Cotonsport Garoua   | Camerún    | 2012      |
| Sarawak FA          | Malasia    | 2012-2013 |

## Palmarés

### Campeonatos nacionales
| Título               | Club             | País   | Año  |
| -------------------- | ---------------- | ------ | ---- |
| Super Liga de Grecia | Panathinaikos FC | Grecia | 2004 |
| Copa de Grecia       | Panathinaikos FC | Grecia | 2004 |

### Campeonatos internacionales
| Título           | Equipo               | País      | Año  |
| ---------------- | -------------------- | --------- | ---- |
| Juegos Olímpicos | Selección de Camerún | Australia | 2000 |